# 정현철 (축구 선수)
정현철(1993년 4월 26일 ~ )은 대한민국의 축구 선수이며 포지션은 수비수이다. 현 대구 FC에서 활약하고 있다.

## 클럽 경력
신갈고등학교와 동국대학교를 졸업하고 2015년 자유 계약을 통해 경남 FC에 입단하였다.
2017년 시즌 후에는 주세종, 이명주가 군에 입대하자 공백을 메울 적임자로 FC 서울로 이적하였다.

## 국가대표팀 경력
2013년 FIFA U-20 월드컵에 참가하였으며, 이라크와의 8강전에서 후반 교체투입된 직후 중거리슛으로 동점골을 넣음으로써 패색이 짙던 팀을 승부차기까지 이끌어 주목 받았다.

## 수상 내역

### 클럽
경남 FC
- K리그 챌린지 : 우승 (2017)